# شتيفان كريمر
شتيفان كريمر (بالألمانية: Stefan Krämer)‏ هو لاعب كرة قدم ومدرب كرة قدم ألماني، ولد في 23 مارس 1967 في ماينتس في ألمانيا. لعب مع FV Bad Honnef ‏.

## وصلات خارجية
- شتيفان كريمر على موقع قاعدة بيانات كرة القدم.إي يو (الإنجليزية)
- شتيفان كريمر على موقع بيانات كرة القدم. دي إي (الألمانية)
- شتيفان كريمر على موقع Soccerway.com (الإنجليزية)
- شتيفان كريمر على موقع عالم كرة القدم.نت (الإنجليزية)